# KELT-1
KELT-1 — двойная звезда в созвездии Андромеды на расстоянии приблизительно 882 световых лет (около 270 парсек) от Солнца. Видимая звёздная величина звезды — +10,63m. Возраст звезды определён как около 1,75 млрд лет.

## Характеристики
Первый компонент — жёлто-белая звезда спектрального класса F5. Масса — около 1,335 солнечной, радиус — около 1,52 солнечного, светимость — около 3,107 солнечной. Эффективная температура — около 6506 K.
Второй компонент (KELT-1 B) — коричневый карлик. Масса — около 27,23 юпитерианской, радиус — около 1,15 юпитерианского. Эффективная температура — около 2423 K. Орбитальный период — около 1,2175 суток. Удалён в среднем на 0,02472 а.е..